# 巴基斯坦鰕鱂
巴基斯坦鰕鱂，為輻鰭魚綱鯉齒目鰕鱂亞目鰕鱂科的其中一種，為熱帶淡水魚，分布於亞洲印度半島及中南半島、印尼及馬來亞淡水、半鹹水流域，體長可達9公分，棲息在紅樹林、沼澤、溝渠、池塘等有植物生長底中層水域，成群活動，抗鹽性佳，以昆蟲等為食，生活習性不明，可做為觀賞魚。

## 擴展閱讀
維基物種上的相關：巴基斯坦鰕鱂